# Ordoño III. Leónský
Ordoño III. (926–956) byl král Leónu a Galicie od roku 951 do roku 956 a syn Ramira II. (931–951). Během své vlády se vyostřili vztahy s Navarrským královstvím a Kastilským hrabstvím, které podporovali jeho polorodého bratra Sancha I. Tlustého v jeho snaze zpochybnit a následně sesadit Ordoña.
Musel se taky bránit proti rebeliím v Leónu i Galicii a útokům andalůských muslimů. Jako odpověď na útok muslimů, uspořádal Ordoño nájezd na jejich území až k Lisabonu (955), během kterého shromáždil obrovské množství kořisti. Tato demonstrace síly, přinutila cordóbského chalífu Abd ar-Rahmána III. k vyjednávání o mírových podmínkách.
Ordoño zkoušel pokračovat v práci svého otce, která zahrnovala opevňování Leónu a upevnění královské autority tváří tvář snahám Fernána Gonzáleze, kastilského hraběte, o odtržení. Kvůli tomu se dokonce oženil s Fernánovou dcerou Urracou, kterou však později zavrhl kvůli spojenectví jeho otce s navarrským králem.
S Uraccou měl minimálně dvě děti, syna Ordoña, který zemřel už v mládí, a dceru Terezu, která se stala řádovou sestrou. Ordoño měl taky syna Bermuda II., o kterém ale není jisté jestli byl synem Uraccy nebo nejmenované milenky, která však podle všeho byla dcera hraběte Pelaya Gonzáleze.
Ordoño III. zemřel v Zamoře roku 956.